# Vlag van Essex

Vlag van Essex

De vlag van het Engelse graafschap Essex bestaat uit drie horizontaal gesitueerde saxen op een rode achtergrond. De vlag heeft een lengte:breedte-verhouding van 5:3. De gebruikte kleuren zijn rood (PMS 485), wit en geel (PMS 116).
De vroegste verwijzingen naar de vlag die werd gebruikt om het graafschap te vertegenwoordigen dateren uit de 17e eeuw. A Restitution of Decayed Intelligence, geschreven in 1605 door Richard Verstegen, verwees naar de Angelsaksen die een standaard droegen van "Three seaxes argent, in a field gules". Ook cartograaf John Speed nam de vlag op in zijn atlas The Theatre of the Empire of Great Britaine uit 1611. Sir Winston Churchill nam de drie zeeassen ook op als representatief voor Essex in zijn werk Divi Britannici uit 1675. Als gevolg hiervan werd het symbool in 1735 geïnstalleerd op een glas-in-loodraam in Westminster Abbey. Tegen 1815 was de vlag synoniem geworden met de county en verscheen hij als de masttop van de Chelmsford Chronicle en als het logo van de Essex and Suffolk Equitable Insurance Society. Tegen het einde van de 19e en het begin van de 20e eeuw werd de vlag overal in het graafschap gebruikt en verscheen hij op gebouwen en infrastructuur in talrijke nederzettingen. In 1889 adopteerde de Essex County Council de vlag als zijn eigen symbool. Het Flag Institute erkende formeel de relatie van de vlag met het graafschap in het begin van de 21e eeuw. Op 26 oktober 2014 wapperde de vlag van Essex buiten het Department for Communities and Local Government om Essex Day te vieren. De dag was gekozen om het feest van Cedd te vieren.